# Bissiga (Kaya)
Pour les articles homonymes, voir Bissiga.
Bissiga est une localité située dans le département de Kaya de la province du Sanmatenga dans la région Centre-Nord au Burkina Faso.

## Géographie
Bissiga est situé à 2,5 km au sud de Tangasgo, à 6 km au nord-est du centre de Kaya, la principale ville de la région. Le village est à 3 km à l'est de la route départementale 18 reliant Kaya à Barsalogho et à 3 km au nord de la route nationale 3 reliant à Kaya à Pissila puis Tougouri.

## Éducation et santé
Le centre de soins le plus proche de Bissiga est le centre de santé et de promotion sociale (CSPS) de Tangasgo tandis que le centre hospitalier régional (CHR) se trouve à Kaya.
Bissiga possède une école primaire privée.